# Sarcophaga pubicornis
Sarcophaga pubicornis är en tvåvingeart som först beskrevs av Daniel William Coquillett 1902.  Sarcophaga pubicornis ingår i släktet Sarcophaga och familjen köttflugor.
Artens utbredningsområde är Idaho. Inga underarter finns listade i Catalogue of Life.